# Hortus Vitalis

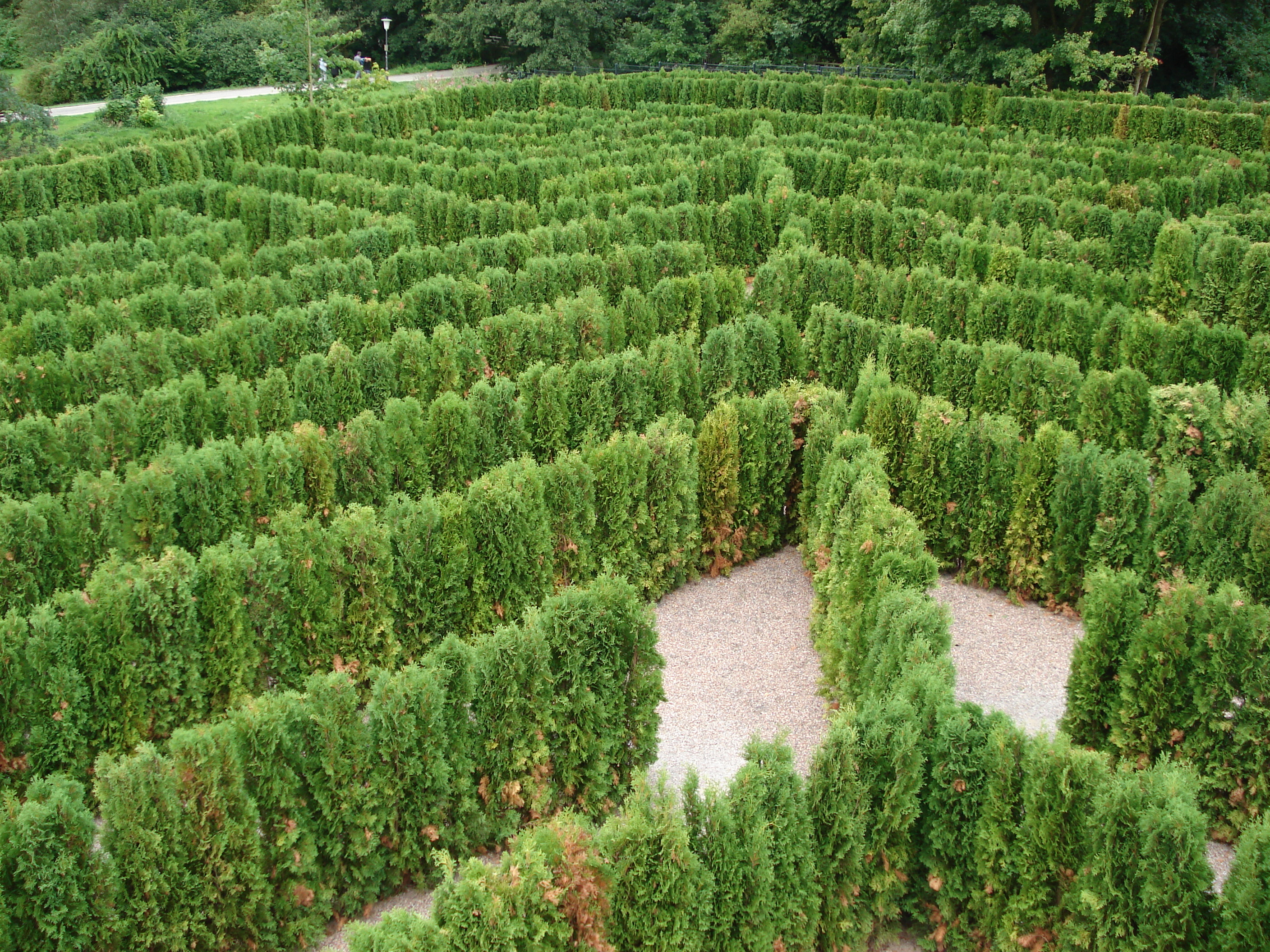
Irrgartenüberblick vom Mittelturm

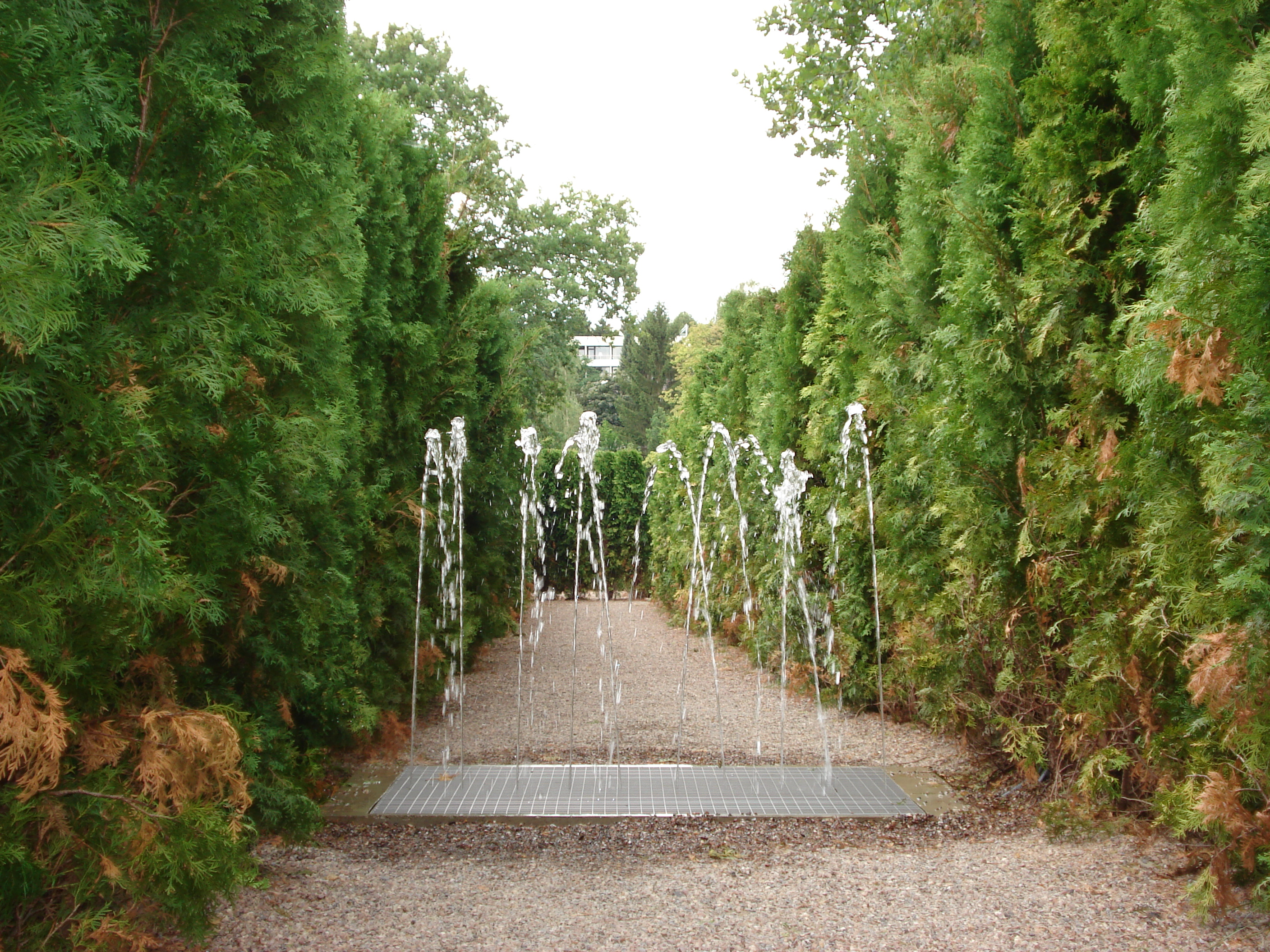
Wasserhindernis im Irrgarten

Hortus Vitalis  (lat. „Garten des Lebens“) ist ein Irrgarten aus Thujahecken. Er befindet sich am Kurpark in Bad Salzuflen und wurde am 1. August 2008 eröffnet. Die kostenpflichtige, barrierefreie Anlage ist 5400 m² groß und besteht aus 4500 etwa 2,20 Meter hohen Pflanzen der Art Abendländischer Lebensbaum (Thuja occidentalis 'Columna', „Säulenlebensbaum“). Auf dem Gelände befinden sich einige Aktionsflächen wie Kinderspielplatz, Gartenschach, Boulebahn und Badminton.
Im Ziel des Irrgartens steht eine Aussichtsplattform. Das Wegesystem umfasst eine Länge von insgesamt 2,3 Kilometer, der kürzeste Zielweg misst 160 Meter. Einige Wege sind mit intervallgesteuerten Wasserspielen versehen, die den Durchgang vorübergehend sperren.
Initiiert wurde das Projekt durch fünf Salzufler Bürger. Der Irrgarten wurde durch das Bielefelder Büro „LandschaftsArchitekturEhrig“ geplant.